# Паспорт громадянина Південно-Африканської Республіки
Паспорт громадянина ПАР — документ, що видається громадянам ПАР для можливості виїзду за кордон.

## Вигляд паспорта
В паспорті присутні такі дані:
- Фотографія власника паспорта
- Тип [документа]
- Код [країни видачі, яка є ZAF для Південної Африки]
- Номер паспорта
- Прізвище, ім'я
- Національність
- Дата народження
- Номер
- Стать
- Місце народження [вказується лише назва країни]
- Дата випуску
- Орган [орган видачі паспорта, який є відділом внутрішніх справ]
- Термін придатності
- Підпис (якщо 16 років або старше)